# Mitterdorf im Mürztal
Mitterdorf im Mürztal è una frazione di 2 380 abitanti del comune austriaco di Sankt Barbara im Mürztal, nel distretto di Bruck-Mürzzuschlag (Stiria). Già comune autonomo, il 1º gennaio 2015 è stato fuso con i comuni di Veitsch e Wartberg im Mürztal per costituire il nuovo comune mercato (Marktgemeinde), nel quale Mitterdorf im Mürztal è capoluogo.